# Il Ribelle (giornale)
(Motto del giornale)
Il Ribelle è stato l'organo di stampa delle Brigate Fiamme Verdi, formazioni partigiane di orientamento cattolico.
Nasce nel 1944 dall'incontro tra Teresio Olivelli, Carlo Bianchi e Claudio Sartori, il quale aveva contribuito al giornale "Brescia Libera". Il primo numero esce il 5 marzo 1944, con una tiratura di 15000 copie.
Viene stampato a Milano nella tipografia di proprietà di Franco Rovida, il quale da cattolico antifascista si impegna in questa rischiosa avventura. Lui e un suo operaio, Luigi Monti, verranno catturati e, assieme a Teresio Olivelli, deportati a Mauthausen dove moriranno.
La distribuzione viene effettuata prevalentemente da donne e raggiungerà in breve tempo i maggiori centri del nord Italia: alla fine saranno 26 i numeri distribuiti.

## Collaboratori
Fra i collaboratori sono da annoverare Laura Bianchini, Federico Zappa detto Frico, don Giuseppe Tedeschi, Romeo Crippa, Enzo Petrini, Franco Feroldi, Dario Morelli, don Giacomo Vender, don Giovanni Barbareschi, Luigi Ercoli il quale viene trasferito dal comando della Brigata "Tito Speri" per seguire la distribuzione del giornale e sarà catturato dai tedeschi su delazione e deportato in campo di concentramento, Carlo Bianchi, anche lui catturato e morto in campo di concentramento, ed Enzo Petrini.